# No. 610 Squadron RAF

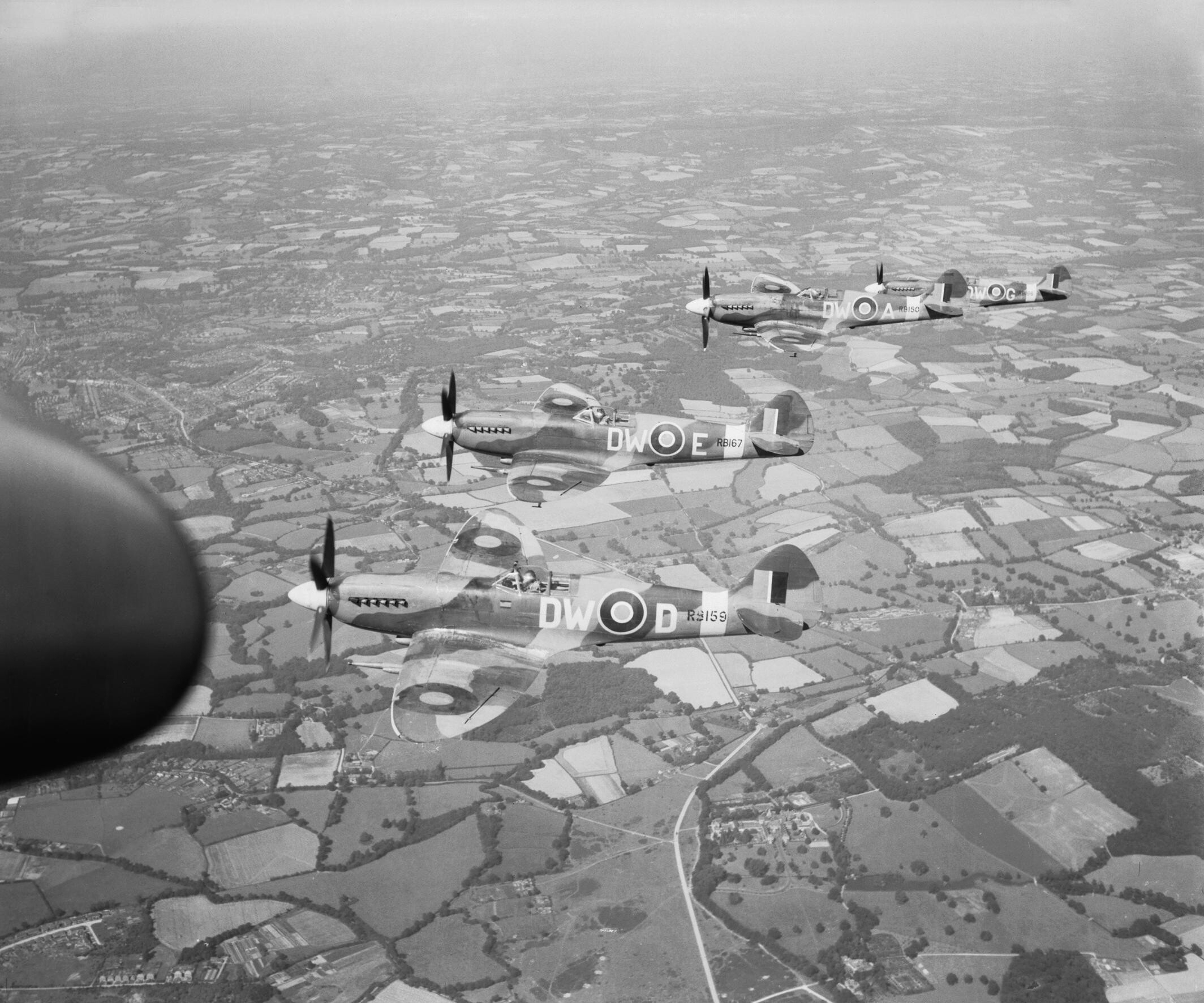
Quatre Supermarine Spitfire du No. 610 Squadron RAF lors de la Seconde Guerre mondiale.

Le No. 610 Squadron surnommé County of Chester est un escadron de la Royal Air Force (RAF) et plus précisément de la Royal Auxiliary Air Force (en) (RAAF).
Il est actif de 1936 à 1945, puis de 1946 à 1957, durant la Seconde Guerre mondiale. Comprenant des pilotes qualifiés, souvent d'anciens officiers de la RAF et parfois des pilotes d'essai locaux appartenant à des entreprises telles que de Havilland Aircraft Company et Airwork Services (en), l'escadron participe à la bataille d'Angleterre.
Cet escadron sera l'un des premiers commandements de l'as Johnnie Johnson.